# Kongde Ri

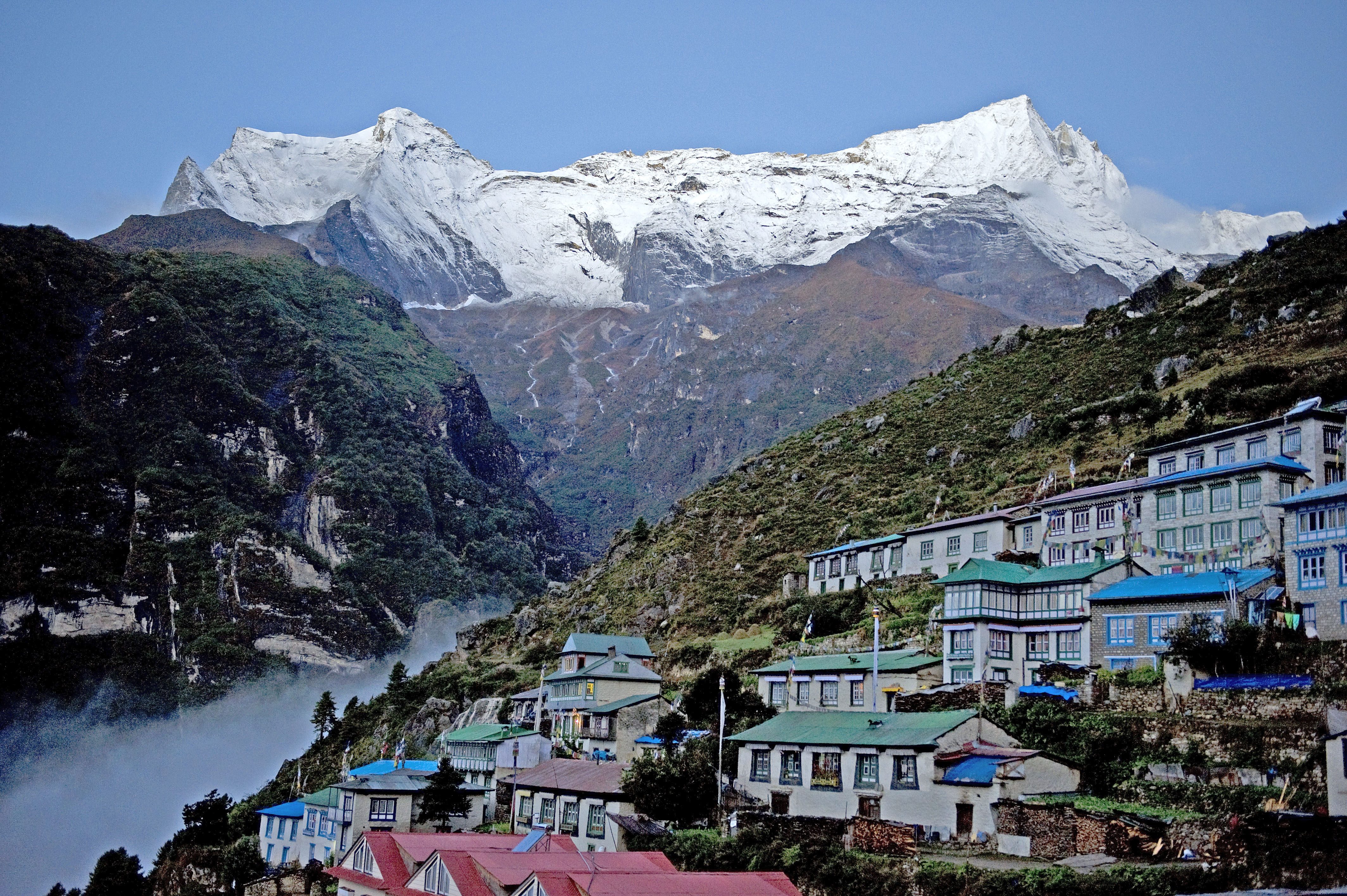
Pohled na Kongde Ri od města Namche Bazaar

Kongde Ri (někdy Kwangde Ri) je hora v Himálaji východního Nepálu. Hora je vysoká 6 187 m n. m. a nachází se 4 km západně od města Namche Bazaar.
Hora je klasifikována jako pěší vrchol a je veden Nepálskou horolezeckou asociací v kategorii "B" jako jednodušší horolezecký výstup. Poplatek za lezení stojí 350 dolarů USD až pro 4 horolezce

## Prvovýstupy
Nepálská expedice vystoupila poprvé na Kongde Ri přes jižní hřeben. Horolezci Lhakpa Tenzing, Sonam Gyalzen, Shambhu Tamang a Sonam Hisi dosáhli vrcholu 17. října 1975. Dolní východní vrchol (6093 m) byl poprvé vystoupen v roce 1973 německou horolezeckou skupinou.